# Jack Draper

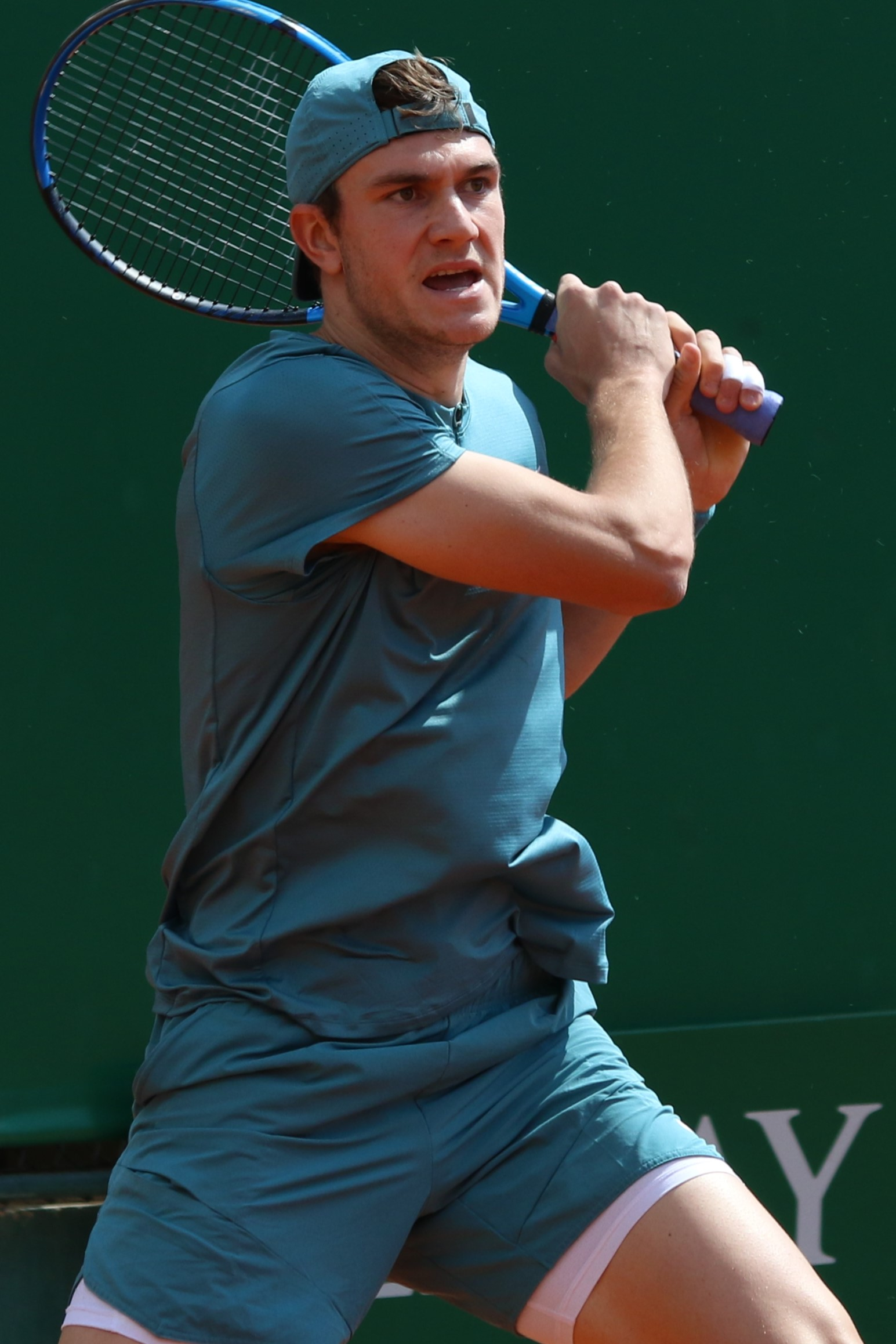
Jack Draper

Jack Draper, född 22 december 2001 i Sutton i England är en brittisk professionell tennisspelare. För närvarande (1 juli 2025) är Draper som singelspelare rankad nr 4 i världen, vilket också är hans karriärbästa.